# Schmidt
Schmidt je njemačko prezime.

## Poznati Schmidt
- Albert Schmidt von Georgenegg-austrougarski general i vojni zapovjednik
- Annie M.G. Schmidt-nizozemska pjesnikinja i spisateljica
- Arno Schmidt-njemački književnik
- Branko Schmidt-hrvatski filmski redatelj
- Brian Schmidt-australski astrofizičar
- Christian Schmidt-njemački političar
- Eduard Oscar Schmidt-njemački zoolog
- Ehrhard Schmidt-njemački admiral i vojni zapovjednik
- Friedrich von Schmidt-austrijski arhitekt
- Heinz Schmidt-bivši njemački hokejaš na travi
- Helmut Schmidt-njemački političar
- Johann Friedrich Julius Schmidt-njemački astronom i geolog
- Konstantin Schmidt von Knobelsdorf-njemački general i vojni zapovjednik
- Manni Schmidt-njemački heavy metal-gitarist
- Oscar Schmidt-bivši je brazilski košarkaš
- Rasmus Lauge Schmidt-danski rukometaš
- Uwe Schmidt-njemački DJ i producent elektroničke glazbe
- Walter Schmidt von Schmidtseck-njemački general i vojni zapovjednik